# Кишинёвский центр передового опыта в виноградарстве и виноделии
Кишинёвский центр передового опыта в виноградарстве и виноделии (рум. Centrul de Excelență în Viticultură și Vinificație din Chișinău, CEVVC) —   государственное учебное заведение среднего профессионального образования Республики Молдова. Основанное в 1842 году как Бессарабское училище садоводства, учреждение является одним из старейших специализированных учебных заведений в области виноградарства и виноделия в Европе. Центр сыграл значительную роль в развитии винодельческой отрасли региона.

## История

### Основание и ранние годы
В 1842 году Министерство государственных имуществ Российской империи основало в Кишинёве Бессарабское училище садоводства. Это было первое профессиональное учебное заведение на территории современной Молдовы, специализирующееся в области сельского хозяйства. Указ императора Николая I от 2 июня 1842 года гласил о выделении земли площадью 21 десятина и 2341 сажень для учреждения училища.
Первым директором стал ботаник Александр Денгинг, который внёс значительный вклад в развитие местной флоры. Под его руководством были проведены климатологические и фенологические исследования, а также внедрены новые виды растений, такие как вечнозелёный самшит, конский каштан, персидская сирень и другие экзотические виды. Училище имело собственный ботанический сад, который стал первым "английским садом" в Молдове и сыграл важную роль в распространении новых растений по региону.
Учебное заведение располагалось неподалёку от Бачойской дороги (ныне бульвар Дечебал). Благодаря училищу, район получил название "Ботаника", которое сохранилось до наших дней.

### Развитие виноградарства и виноделия
В конце XIX века виноградарство и виноделие стали занимать важное место в экономике региона. В 1890 году училище было реорганизовано в Среднее училище виноделия, усилив акцент на подготовке специалистов в этой области. С 1891 по 1893 годы под руководством архитектора Генриха Лонского были проведены масштабные перестройки сооружений.
В 1894 году при училище была открыта экспериментальная станция по виноградарству и виноделию, которая внесла значительный вклад в развитие науки в этих областях. Директором в этот период был Николай Григорьевич Котельников, выпускник Санкт-Петербургского земледельческого института. Он привлёк к преподаванию ведущих специалистов и расширил образовательные программы.
Первый выпуск виноделов состоялся в 1898 году. Училище обладало современной материально-технической базой, включая учебные корпуса, лаборатории, винодельню, жилые здания и производственные помещения.

### Межвоенный период
После Первой мировой войны и присоединения Бессарабии к Румынии в 1918 году училище продолжило работу под названием Национальная средняя школа виноградарства (рум. Școala Națională Medie de Viticultură). В 1929 году, согласно новому закону о реорганизации сельскохозяйственного образования, учреждение получило название Кишинёвская школа виноградарства второй степени.
Директорами школы в этот период были Роман Стере и Павел Купча (отец известного актёра и режиссёра Валериу Купчи). Учебная программа была расширена, включая табаководство, шелководство, пчеловодство и промышленную сушку фруктов. Студенты получали всестороннюю подготовку, что способствовало развитию аграрного сектора региона.

### Советский период
В 1940 году, после присоединения Бессарабии к СССР, училище получило статус учебного заведения союзного значения. Директором был назначен Н.С. Дмитриев. Во время Великой Отечественной войны здание училища было сильно разрушено.
С 1944 года под руководством Ульяны Лукиничны Пономарченко началось восстановление и расширение учебно-производственной базы. К 1950-м годам площадь виноградников и садов достигла около 100 гектаров. Был создан коллекционный участок с более чем 150 сортами винограда — самая большая в республике ампелографическая коллекция того времени.
В 1963 году, согласно решению правительства Молдавской ССР, на базе училища и совхоза-завода "Гратиешты" был создан Кишинёвский совхоз-училище виноградарства и виноделия. В 1967 году совхоз-училище было перенесено в село Ставчены и награждено Орденом Трудового Красного Знамени за успехи в подготовке специалистов.

### Период независимости и современность
28 июня 1991 года, согласно постановлению № 321 правительства Республики Молдова, совхоз-училище было реорганизовано в Национальный колледж виноградарства и виноделия в Кишинёве.
В 2012 году, в честь 170-летия со дня основания колледжа, Почта Молдовы выпустила памятный конверт с оригинальной маркой. В 2016 году учреждение было преобразовано в Кишинёвский центр передового опыта в виноградарстве и виноделии с целью модернизации и повышения качества образования. 
2 июня 2022 года центр отпраздновал 180-летие со дня основания.

## Известные выпускники и преподаватели
- Александр Денгинг[6] — первый директор, ботаник, внёсший значительный вклад в развитие местной флоры.
- Николай Винцентини — директор с 1878 года, инициатор преобразования училища в винодельческое; удостоен звания Почётного гражданина Кишинёва.
- Иосиф Григорьевич Киркоров — директор начала XX века, провёл успешную реформу учебной программы.
- Александр Михайлович Фролов-Багреев[2][10] — директор в 1915–1918 годах, основатель советской школы шампанистов.
- Пётр Унгуряну[2] — выпускник 1916 года, основатель Криковского винодельческого комбината.
- Ион Григорьевич Дикусар[2] — выпускник 1917 года, известный агрохимик, один из первых молдавских академиков.
- Андрей Лупан — выпускник 1933 года, писатель, общественный деятель, академик.